# Los Samsonadze
Los Samsonadze (en georgiano: სამსონაძეები, Samsonadzeebi) es una serie georgiana de comedia, en formato de animación por computadora creada y producida por Shalva Ramishvili. Se emitió por primera vez en Georgia en noviembre de 2009. Casi de inmediato se convirtió en un "éxito", "tomando a Georgia por sorpresa" y "alcanzando el puesto número dos entre los programas más populares en uno de los principales canales de televisión de Georgia". Se ha descrito como "con algo más que un parecido pasajero" con la serie de animación de comedia estadounidense Los Simpson.

## Sinopsis

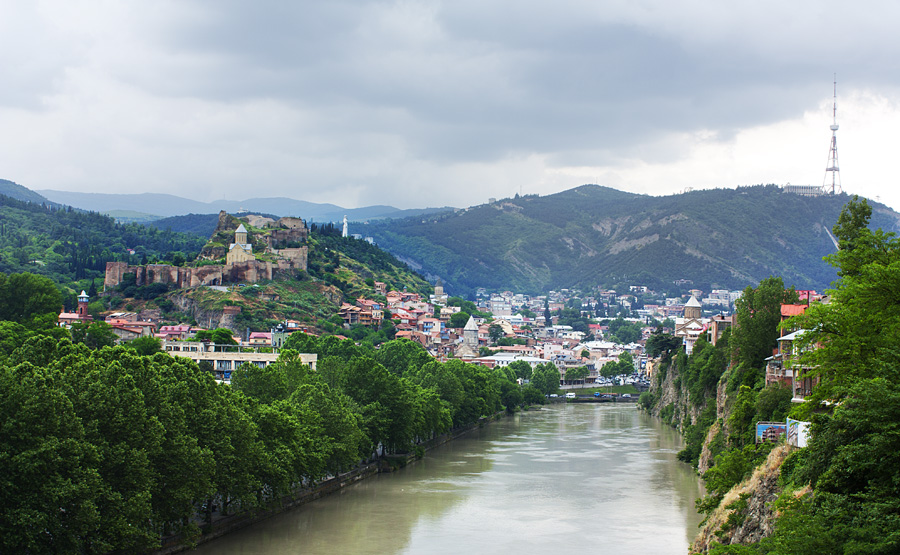
La ciudad de Tiflis, capital de Georgia, lugar en que ambienta esta serie.

Los Samsonadze son "una familia de dibujos animados de piel amarilla, compuesta por un marido tonto" (Gela Samsonadze, que trabaja en un banco) "y su esposa lujosamente peinada, que viven en una ciudad inventada con sus hijos", Shoka y Gia. También tienen un loro llamado Kote. Su ciudad natal se ha destacado por su aparente parecido con Tiflis.
Ramishvili ha declarado que la serie pretendía ser "relevante para la realidad georgiana y tocar temas sociales que resonarán en una audiencia georgiana", mientras que su guionista jefe, Zviad Bliadze, explicó: "Acabamos de tomar una familia promedio e hicimos una parodia de los rasgos comunes, como la pereza o el amor al alcohol"."

## Controversia
La serie ha atraído cierta atención al presentar a los líderes rusos bajo una luz negativa, en un contexto de tensas relaciones entre Georgia y Rusia. El entonces primer ministro ruso Vladímir Putin aparece en un episodio, enviando un espía a Georgia. Ramishvili describió esta crítica al gobierno ruso como "simplemente nuestra libertad y deber civil". Sin embargo, The Independent ha comentado que "no hay planes para introducir al controvertido presidente georgiano, Mikheil Saakashvili" en el programa, y Russia Today ha señalado que los creadores de la serie "se burlan mucho de los políticos rusos, mientras se olvidan de sus propios".

## Episodios
Primera temporada
- Piloto. rogor sheqmna samsonadzeebi (Como crear a Los Samsonadze)
- 1. samsaxuri bankshi 1tetris gamo ar daagvianot (Trabajo en el Banco por 1 Dinero)
- 2. droxa ar gaiyida (Por favor aléjame Vaca)
- 3. brdzola kinoze: qeto da kote (Batalla por una película: Qeto y Kote)
- 4. matyuara shen, shen martla matyuara, mcxvenia (Tu eres el Malvado)
- 5. ormagi gela (Doble Gela)
- 6. 3054 G2S1
- 7. dodos vakacia (Las Vacaciones de Dodo)
- 8. es dzarcvaa! (Ese Malvado Equipo)
- 9. gela asrulebs ocnebebs (La Primera Tierra de Sorpresa de Santa Claus de Gelatown)
- 10. boroti samsonadzeebis ojaxi (Malvada Familia Samsonadzeebi)
- 11. Simpsonebi samsonadzeebshi (Simpson en Mi Familia)
- 12, 13. ra aris bedoba nawili 1 da 2
- 14. bevri fuli ojaxshi (Más Dinero en la Familia)
- 15. fantastikuri dzala ojaxshi (Más Poder en la Familia)
- 16. diktatoruli yinuli (Hielo Dictador)
- 17. lavas miwa (Hot-Lava-Land)
- 18. boroti daqali dodos (La Novia Malvada de Dodo)